# Kangikajik
Kangikajik [kaˈŋikai(k)] (nach alter Rechtschreibung Kangikajik) ist eine wüst gefallene grönländische Siedlung im Distrikt Ittoqqortoormiit in der Kommuneqarfik Sermersooq.

## Lage
Kangikajik ist die einzige Siedlung im Distrikt, die nicht nördlich des Kangertittivaq, sondern südlich dessen liegt. Kangikajik liegt direkt an einem großen Flussdelta nahe dem Kap, das das Südufer der Mündung des Kangertittivaq bildet. Ittoqqortoormiit liegt auf der anderen Seite des Fjord 41 km nördlich.

## Geschichte
Kangikajik wurde 1944 besiedelt. 1951 waren sieben der Bewohner unterrichtete Kinder. Bereits 1956 verließen die zu dem Zeitpunkt ansässigen 23 Einwohner den Wohnplatz wieder und gaben ihn auf.